# Южноамериканска жаба бик
Южноамериканската жаба бик (Leptodactylus pentadactylus) е вид земноводно от семейство Leptodactylidae.

## Разпространение
Видът е разпространен в Боливия, Бразилия, Еквадор, Колумбия, Перу и Френска Гвиана.